# Elizabeth Taylorová (spisovatelka)
Elizabeth Taylorová (rozená Colesová; 3. července 1912 Reading – 19. listopadu 1975 Penn) byla anglická spisovatelka. Její román Mrs. Palfrey at the Claremont (1971) zařadil deník The Guardian mezi sto největších románů všech dob. Kingsley Amis ji označil za „jednoho z nejlepších anglických romanopisců 20. století“. Antonia Fraserová ji nazvala „jedním z nejvíce podceňovaných spisovatelů 20. století“.
V mládí byla krátce členkou Britské komunistické strany, později po většinu života byla podporovatelkou Labouristické strany. Byla přítelkyní spisovatelky Ivy Compton-Burnettové a spisovatele a kritika Roberta Liddella, korespondenci s nimi ale zničila. 

### Romány
- At Mrs. Lippincote's (1945)
- Palladian (1946)
- A View of the Harbour (1947)
- A Wreath of Roses (1949)
- A Game of Hide and Seek (1951)
- The Sleeping Beauty (1953)
- Angel (1957)
- In a Summer Season (1961)
- The Soul of Kindness (1964)
- The Wedding Group (1968)
- Mrs. Palfrey at the Claremont (1971)
- Blaming (1976)

### Sbírky povídek
- Hester Lilly (1954)
- The Blush and Other Stories (1958)
- A Dedicated Man and Other Stories (1965)
- The Devastating Boys (1972)
- Dangerous Calm (1995)
- Complete Short Stories (2012)
- Elizabeth Taylor: A Centenary Celebration (2012)
- You'll Enjoy It When You Get There: The Stories of Elizabeth Taylor (2014)

### Pro děti
- Mossy Trotter (1967)